# 황기석
황기석은 대한민국의 전직 소방공무원이자 변호사이다. 1970년 10월 12일 전라북도 고창군에서 출생하였으며, 전북대학교 법과대학에서 법학을 전공한 뒤 동 대학원에서 석사학위를 취득하였다. 그는 2002년 제44회 사법시험에 합격하고 제34기 사법연수원을 수료하였다.
2005년 사법시험 경력경쟁채용을 통해 소방공무원으로 임용되었으며, 법조인 출신으로는 드물게 소방조직 내 주요 직위를 역임하였다. 초기에는 오산소방서 방호예방과장을 거쳐 중앙119구조대, 소방방재청 소방정책본부에서 근무하였고, 이후 전라북도소방본부 소방행정과 과장을 맡았다.
이후 제33대 익산소방서장과 제8대 고창소방서장을 거쳐 국민안전처 규제개혁법무담당관실 법률자문단장을 역임하였고, 중앙119구조본부 119구조상황실장, 제13대 제주특별자치도 소방안전본부장, 세종연구소 교육파견 등을 거쳤다. 제17대 광주광역시 소방안전본부장을 지낸 뒤, 소방청 119종합상황실장으로 전보되었으며, 2021년 소방감으로 승진하여 국방대학교에 교육파견되었다.
2021년 12월에는 소방청 화재예방국장으로 보직 변경되었고, 2023년 2월 소방정감으로 승진하여 제31대 서울특별시 소방재난본부장에 임명되었다. 2025년 3월 명예퇴직 후에는 법무법인 집현전의 대표변호사로 활동하고 있다.
그는 2025년 초 윤석열 정부 시기의 비상계엄 관련 의혹 수사에서 참고인 신분으로 조사를 받은 바 있으며, 소방청과 경찰 간 협조 요청 전달 과정과 관련하여 검찰에 의해 진술이 언급되었다.